# 望淮街道
望淮街道，是中华人民共和国安徽省蚌埠市怀远县下辖的一个街道。
2022年5月18日，安徽省民政厅批复同意由榴城镇析置望淮街道，2023年6月正式成立。

## 行政区划
望淮街道下辖以下地区：
邵圩社区、新桥社区、新星社区、魏岗社区、榴花社区、五岔村、刘郢村、高皇村。